# Omelkove, Nedrîhailiv
Omelkove (în ucraineană Омелькове) este un sat în comuna Horujivka din raionul Nedrîhailiv, regiunea Sumî, Ucraina.

## Demografie
Componența lingvistică a localității Omelkove
     Ucraineană (98,18%)
     Română (1,82%)
Conform recensământului din 2001, majoritatea populației localității Omelkove era vorbitoare de ucraineană (98,18%), existând în minoritate și vorbitori de română (1,82%).